# Хутір Баюрського
Хутір Баюрського — колишній хутір у Красносільській волості Житомирського і Полонського повітів Волинської губернії та Вищикусівській сільській раді Любарського району Житомирської і Бердичівської округ.

## Населення
Відповідно до перепису населення СРСР 17 грудня 1926 року, чисельність населення становила 1 особу (чоловічої статі); етнічний склад: українців — 1. Кількість домогосподарств — 1.

## Історія
Заснований у 1896 році. До 1917 року входив до складу Красносільської волості Житомирського повіту Волинської губернії. В березні 1921 року, в складі волості, увійшов до Полонського повіту Волинської губернії. До червня 1925 року входив до складу Любарського району Житомирської округи Волинської губернії. Станом на 15 червня 1926 року — хутір Вищикусівської сільської ради Любарського району Бердичівської округи. Відстань до центру сільської ради, с. Вищикуси — 2 версти, до районного центру, містечка Любар — 15 верст, до окружного центру, в Бердичеві — 45 верст, до найближчої залізничної станції, Романів — 13 верст.
Знятий з обліку населених пунктів до 1 жовтня 1941 року.